# Olivia O’Brien

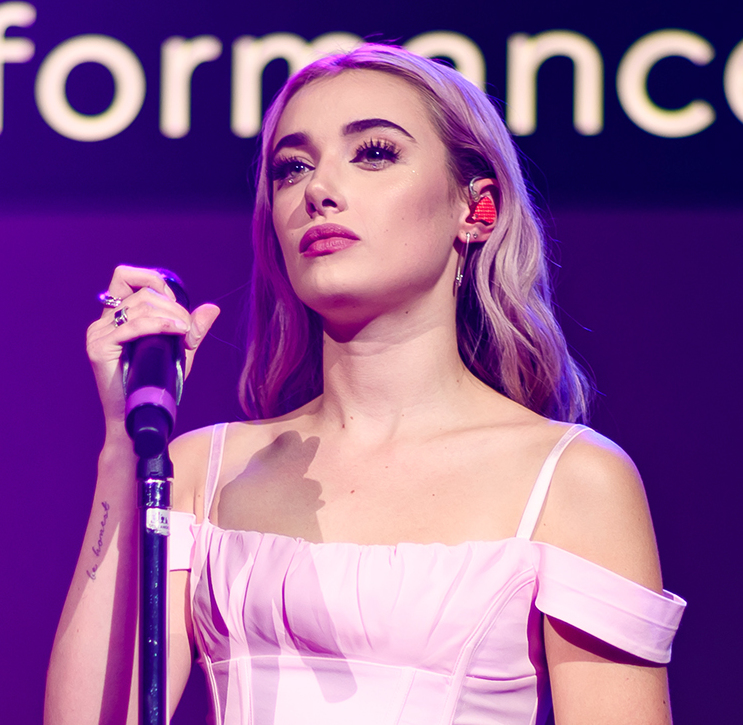
Olivia O’Brien

Olivia Gail O’Brien (* 26. November 1999 in Thousand Oaks, Kalifornien) ist eine US-amerikanische Sängerin und Songwriterin.

## Privatleben
Olivia O’Brien wurde in Thousand Oaks, Kalifornien, geboren und zog ein Jahr später nach Napa, wo sie eine Montessorischule besuchte. Sie begann bereits im Kindesalter mit dem Singen und brachte sich autodidaktisch das Klavier- und Gitarrespielen bei. Später ging sie auf zwei katholische Schulen, an welchen sie unter Mobbing litt.

## Musikalischer Werdegang
Während ihrer High-School-Zeit in den 2010er Jahren lud Olivia O’Brien auf der Streamingplattform SoundCloud Musik hoch, zumeist Coverversionen von Titeln anderer Künstler. Sie schaffte es dort, Millionen von Zuhörern zu gewinnen und zu einem beliebten Star der Website zu werden. Der Durchbruch im Mainstream gelang ihr 2016 mit ihrer ersten kommerziellen Single, dem Lied I Hate U, I Love U, welches sie einmal mit dem Musiker Gnash und einmal unter dem Titel Hate U Love U als Solosingle aufnahm. Beide Versionen konnten sich in den USA in den Billboard Hot 100 platzieren; die Variante im Duett war zudem ein internationaler Erfolg, der sich neben der Heimat der Sängerin auch in mehreren anderen Ländern, darunter Österreich und das Vereinigte Königreich, in den Top Ten positionieren konnte. Es folgten mehrere weitere Singles und EPs; weitere Chartplatzierungen blieben jedoch aus. Am 26. April 2019 erschien ihr Debütalbum Was It Even Real?.

## Musikalischer Stil
Olivia O’Briens zumeist selbst geschriebene Lieder lassen sich nahezu durchgehend der Popmusik zuzuordnen und sind auf einprägsame Refrains ausgelegt, wobei durch die Verwendung markanter Gitarrenriffs oft auch ein Indie- bzw. Alternative-Einschlag vermittelt wird. Inhaltlich drehen sich ihre Titel häufig um Themen wie das Verletztwerden, mangelndes bzw. wiedergefundenes Selbstwertgefühl oder Beziehungsprobleme. Auffällig ist ihre dabei oftmals unverblümte Sprache, die selbst in traurigen Liedern vor Kraftausdrücken und expliziten Beschreibungen nicht zurückschreckt (so singt sie etwa im Refrain von Josslyn, dass die Geliebte ihres Freundes an ihm Oralsex vollführte).

## Diskografie

### Alben
- 2019: Was It Even Real?

### EPs
- 2017: It's Not That Deep
- 2019: It Was a Sad Fucking Summer
- 2020: The Results of My Poor Judgement
- 2020: Hope That It Was Worth It
- 2020: Maybe We Should Be in Love Right Now
- 2021: Episodes: Season 1
- 2022: A Means To An End

### Singles
- 2015: Complicated (UK: Silber)
- 2016: I Hate U, I Love U (mit Gnash)
- 2016: Hate U Love U (UK: Silber)
- 2017: Empty
- 2017: RIP
- 2018: Ringtone (mit Diamond White)
- 2018: Might Die Young (mit Bobby Brackins und Tinashe)
- 2018: I Don't Exist
- 2018: Care Less More
- 2019: Love Myself
- 2019: Just a Boy
- 2019: Fade Out (mit SeeB und Space Primates)
- 2020: Josslyn (UK: Silber, US: Gold)
- 2020: Josslyn (mit 24kGoldn)
- 2020: Now
- 2020: Now (Pineo & Loeb Remix)
- 2020: Baby Blue (Dempsey Hope feat. Olivia O’Brien)
- 2021: Better Than Feeling Lonely
- 2021: Better Than Feeling Lonely (Stripped)
- 2021: No More Friends (mit Oli Sykes)
- 2021: Claim (mit Drumaq)
- 2021: It’s Christmas Time
- 2022: Bitches These Days
- 2022: Caught Up (mit Gryffin)
- 2022: Bitch Back (mit Fletcher)
- 2022: Never Be The One
- 2023: Born With A Broken Heart
- 2023: I Should’ve Fucked Your Brother
- 2023: Bandaid on a Bullet Hole
- 2024: Blip

## Auszeichnungen für Musikverkäufe
| Goldene Schallplatte - Dänemark - 2024: für die Single Complicated - Portugal - 2022: für die Single Hate U Love U Platin-Schallplatte - Brasilien - 2024: für die Single Hate U Love U - Polen - 2021: für die Single I Hate U, I Love U - Portugal - 2019: für die Single I Hate U, I Love U - Spanien - 2016: für die Single I Hate U, I Love U | 2× Platin-Schallplatte - Australien - 2016: für die Single I Hate U, I Love U - Belgien - 2017: für die Single I Hate U, I Love U - Dänemark - 2020: für die Single I Hate U, I Love U - Kanada - 2016: für die Single I Hate U, I Love U 3× Platin-Schallplatte - Italien - 2017: für die Single I Hate U, I Love U Diamantene Schallplatte - Frankreich - 2017: für die Single I Hate U, I Love U |

Anmerkung: Auszeichnungen in Ländern aus den Charttabellen bzw. Chartboxen sind in ebendiesen zu finden.
| Land/RegionAuszeichnungen für Musikverkäufe (Land/Region, Auszeichnungen, Verkäufe, Quellen) | Silber     | Gold     | Platin       | Diamant  | Verkäufe  | Quellen             |
| -------------------------------------------------------------------------------------------- | ---------- | -------- | ------------ | -------- | --------- | ------------------- |
| Australien (ARIA)                                                                            | —          | —        | 2× Platin2   | —        | 140.000   | aria.com.au         |
| Belgien (BRMA)                                                                               | —          | —        | 2× Platin2   | —        | 60.000    | ultratop.be         |
| Brasilien (PMB)                                                                              | —          | —        | Platin1      | —        | 60.000    | pro-musicabr.org.br |
| Dänemark (IFPI)                                                                              | —          | Gold1    | 2× Platin2   | —        | 225.000   | ifpi.dk             |
| Deutschland (BVMI)                                                                           | —          | Gold1    | Platin1      | —        | 600.000   | musikindustrie.de   |
| Frankreich (SNEP)                                                                            | —          | —        | —            | Diamant1 | 233.333   | snepmusique.com     |
| Italien (FIMI)                                                                               | —          | —        | 3× Platin3   | —        | 150.000   | fimi.it             |
| Kanada (MC)                                                                                  | —          | —        | 2× Platin2   | —        | 160.000   | musiccanada.com     |
| Österreich (IFPI)                                                                            | —          | Gold1    | —            | —        | 15.000    | ifpi.at             |
| Polen (ZPAV)                                                                                 | —          | —        | Platin1      | —        | 50.000    | olis.pl             |
| Portugal (AFP)                                                                               | —          | Gold1    | Platin1      | —        | 15.000    | Einzelnachweise     |
| Schweiz (IFPI)                                                                               | —          | —        | Platin1      | —        | 30.000    | hitparade.ch        |
| Spanien (Promusicae)                                                                         | —          | —        | Platin1      | —        | 40.000    | elportaldemusica.es |
| Vereinigte Staaten (RIAA)                                                                    | —          | 2× Gold2 | 6× Platin6   | —        | 7.000.000 | riaa.com            |
| Vereinigtes Königreich (BPI)                                                                 | 3× Silber3 | —        | Platin1      | —        | 1.200.000 | bpi.co.uk           |
| Insgesamt                                                                                    | 3× Silber3 | 6× Gold6 | 24× Platin24 | Diamant1 |           |                     |